# Гринсборо (Мериленд)
Гринсборо (енгл. Greensboro) град је у америчкој савезној држави Мериленд.

## Демографија
По попису из 2010. године број становника је 1.931, што је 299 (18,3%) становника више него 2000. године.
| Група             | 2000.         | 2010.         |
| Белци             | 1.277 (78,2%) | 1.412 (73,1%) |
| Афроамериканци    | 276 (16,9%)   | 262 (13,6%)   |
| Азијати           | 11 (0,7%)     | 15 (0,8%)     |
| Хиспаноамериканци | 43 (2,6%)     | 182 (9,4%)    |
| Укупно            | 1.632         | 1.931         |